# 오호역
오호역(일본어: 大保駅)은 일본 후쿠오카현 오고리시에 위치한 서일본 철도 덴진오무타 선의 역이다. 역 번호는 T21이다.

## 역사
- 1924년 4월 12일: 영업 개시.
- 1999년: 서쪽 출입구 개설.
- 2008년: IC카드 nimoca 사용 개시.
- 2017년 2월 1일: 역 번호 도입.

## 역 구조
상대식 승강장 2면 2선의 지상역이다. 유인역으로 하행 승강장 쪽에 역사가 있었지만 개축 공사로 인하여 2017년 3월에 해체되고 상행 승강장에 가건물의 창구를 설치하였다. 상,하행 승강장은 구내 건널목에서 연결되어 있다. 상행 승강장 측에는 자동 개찰기 2대만의 개찰구가 설치되어 있다. 하행 승강장 측에는 자동 개찰기 1대, 자동 매표기 1대 설치했다.

## 이용 현황
| 연도 | 1일 평균 승하차 인원 |
| ---- | -------------------- |
| 2000 | 3,022                |
| 2001 | 2,923                |
| 2002 | 2,864                |
| 2003 | 2,822                |
| 2004 | 2,843                |
| 2005 | 2,838                |
| 2006 | 2,893                |
| 2007 | 2,939                |
| 2008 | 2,705                |
| 2009 | 2,649                |
| 2010 | 2,683                |
| 2011 | 2,748                |
| 2012 | 2,727                |
| 2013 | 2,915                |
| 2014 | 2,837                |
| 2015 | 2,847                |
| 2016 | 2,785                |

## 역 주변
- 호만 강
- 오고리 시 운동 공원
- 오고리 시 육상 경기장
- 규슈 정보 대학 오고리 캠퍼스
- 이온 오고리 쇼핑 센터

## 인접역
| 서일본 철도 ■ 덴진오무타 선               | 서일본 철도 ■ 덴진오무타 선 | 서일본 철도 ■ 덴진오무타 선    |
| ----------------------------------------- | --------------------------- | ------------------------------ |
| T20 미쓰사와 니시테쓰 후쿠오카(덴진) 방면 | ■ 보통                      | 니시테쓰오고리 T22 오무타 방면 |